# Keiji Suzuki
Keiji Suzuki (鈴木桂治?, Suzuki Keiji; Jōsō, 3 giugno 1980) è un judoka giapponese.
Ha partecipato a due edizioni dei giochi olimpici (2004 e 2008) conquistando una medaglia ad Atene 2004.

## Palmarès
Olimpiadi
- 1 medaglia:
  - 1 oro (+100 kg a Atene 2004)

Mondiali
- 4 medaglie:
  - 2 ori (Open a Osaka 2003, -100 kg a Il Cairo 2005)
  - 2 bronzi (Open a Tokyo 2010, Open a Tyumen 2011)

Giochi asiatici
- 1 medaglia:
  - 1 oro (-100 kg a Busan 2002)

Campionati asiatici
- 2 medaglie:
  - 2 argenti (+100 kg a Almaty 2004, +100 kg a Taipei 2009)

Universiadi
- 1 medaglia:
  - 1 oro (-100 kg a Pechino 2001)